# آنتسیرابه (آمبانجا)
آنتسیرابه (به لاتین: Antsirabe) یک منطقهٔ مسکونی در ماداگاسکار است که در بخش امبانجا واقع شده‌است. آنتسیرابه ۳٬۴۰۵ نفر جمعیت دارد و ۱۴۴ متر بالاتر از سطح دریا واقع شده‌است.